# Osteopoikilia

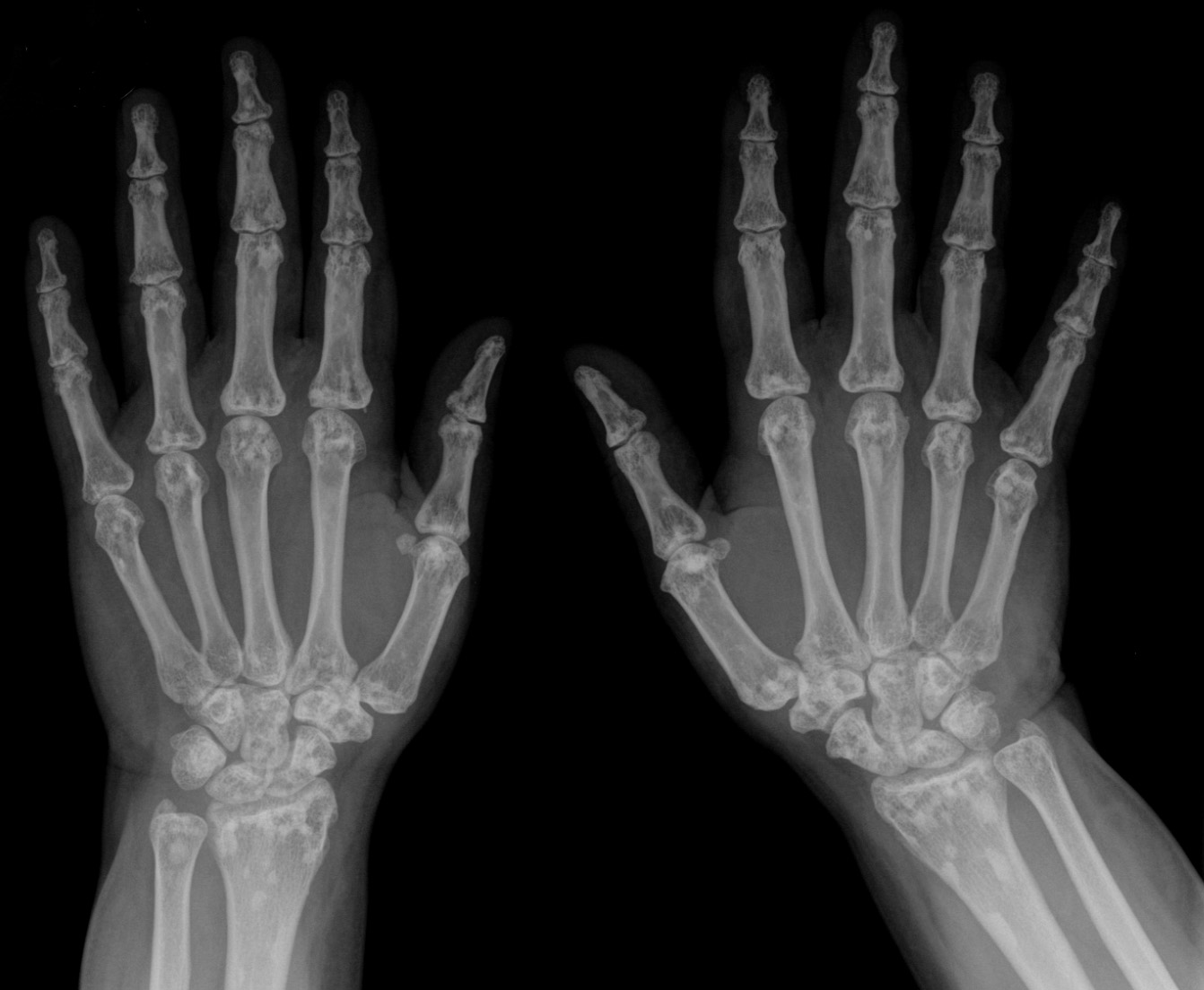
Zdjęcie rentgenowskie rąk osoby z osteopoikilią

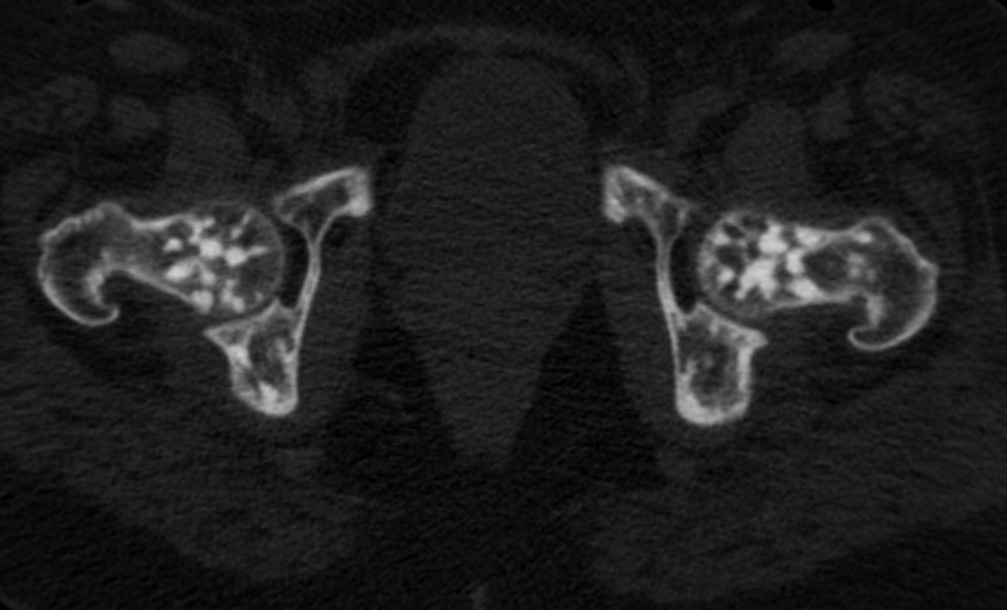
Manifestacje kostne osteopoikilii widoczne w tomografii kumputerowej

Osteopoikilia (łac. osteopathia condensans disseminata) – rzadka choroba genetyczna dziedziczona autosomalnie dominująco, polegająca na powstawaniu w tkance kostnej zagęszczeń plamistych lub pasmowatych. W pewnych przypadkach stwierdzono mutacje genu LEMD3. Występuje jednakowo często u kobiet i mężczyzn.
Choroba predysponuje do rozwoju choroby zwyrodnieniowej stawów, tworzenia bliznowców oraz charakteryzuje się tendencją do rozwoju osteoporozy.
W przypadku współistnienia zmian skórnych pod postacią rozsianych, biało-żółtych, skórno-podskórnych guzków (dermatofibrosis lenticularis disseminata) jest nazywana zespołem Buschkego-Ollendorff.